# 塔拉西夫卡 (格列比翁卡區)
塔拉西夫卡（烏克蘭語：Тарасівка）是位於烏克蘭中部波爾塔瓦州裏盧布尼區的村莊，處於斯利波里德河畔，始建於1922年，面積7.56平方公里，海拔高度116米，2001年人口1,001。
50°11′25″N 32°29′7″E / 50.19028°N 32.48528°E